# Polystachya superposita
Polystachya superposita är en orkidéart som beskrevs av Heinrich Gustav Reichenbach. Polystachya superposita ingår i släktet Polystachya och familjen orkidéer. IUCN kategoriserar arten globalt som starkt hotad. Inga underarter finns listade i Catalogue of Life.